# Melanochaeta (chi ruồi)
Melanochaeta là một chi ruồi trong họ Chloropidae.